# Sweet & Slade
Sweet & Slade är Attentats tolfte singel och den sjätte i en serie av sex singlar, släppta en gång i månaden, som föregick albumet ”Fy fan!”. Texten är en uppgörelse med och en hyllning till den generation som blev tonåringar på 70-talet och lyssnade på glamrock som Sweet & Slade innan de blev punkare, och som idag fortfarande är livet.  Samtidigt är det en personlig betraktelse av Mats Jönssons livsresa som barn i förorten Kortedala på 60-talet till en medelålders bostadsrättsinnehavare i Göteborgs innerstad.  